# (19730) Machiavelli
(19730) Machiavelli (1999 XO36) – planetoida z pasa głównego asteroid okrążająca Słońce w ciągu 5,58 lat w średniej odległości 3,14 j.a. Odkryta 7 grudnia 1999 roku.